# Un jeune Américain
Un jeune Américain (titre original : A Boy's Own Story) est un roman autobiographique américain d'Edmund White paru en 1982.

## Résumé
Le roman raconte à la première personne la jeunesse d'un adolescent. À quinze ans, le narrateur a pour la première fois des relations sexuelles avec un ami, Kevin. Le jeune garçon raconte ensuite sa vie dans une petite ville des États-Unis dans les années 1950. Se sentant différent, il tente de se rapprocher des filles, et ses parents l'emmènent voir un psychologue. 
Edmund White a poursuivi son autobiographie romancée avec La Tendresse sur la peau (The Beautiful Room Is Empty, 1988), La Symphonie des adieux (The Farewell Symphony, 1997) et L'Homme marié (The Married Man, 2000).